# 女の中の二つの顔
『女の中の二つの顔』（おんなのなかのふたつのかお）は、2004年8月25日の20:54 - 22:48に、テレビ東京系列の「女と愛とミステリー」枠で放送された作品。
原作はレバノン系イギリス人作家エドワード・アタイヤのミステリ小説『細い線』（The Thin Line）。日本では1966年に『女の中にいる他人』として映画化されている。
ドラマは、原作小説での「主人公の妻」に焦点を当てたオリジナルストーリーとなっている。

## あらすじ
滝川絵美子の弟・孝介は､「アヤノがどうしても姉さんに会いたい」という不可解な言葉を残したまま､車の転落事故で死亡した｡その事故では、同乗者だった佐島彩乃だけが生き残っていた。彩乃は、地元で有名な資産家の娘だった。
それから6年経ち、絵美子は姑・富美の江戸組紐教室を時々手伝いながら、夫・誠一郎と二人の子どもと幸せに暮らしていた。彩乃は、自動車整備士から教師に転職していた男・雅夫を婿養子にして佐島雅夫としていた。雅夫は絵美子の子どもたちの学校の教師として、絵美子とも良好に接していた。
そんな折、彩乃が何者かに絞殺される事件が発生。彩乃が殺害された時刻と同じ頃、彩乃のマンション近くで誠一郎を見かけた絵美子は不安にさいなまれる。更に事件現場にて、絵美子が作った組紐が見つかったことから絵美子が容疑者になってしまい、家庭の幸せが崖っぷちに追い込まれていく。
ある日の夜、絵美子は誠一郎から、自分が彩乃を殺したと打ち明けられる。彩乃とは不倫関係で、首絞めによる倒錯的性的快感を楽しんでいた中での突然死だった。その事実を聞いた絵美子は愕然とするが、警察に自首するという誠一郎を、自分や子どもたちのために必死に止め、真相を闇に葬ることにする。
しかし、彩乃が殺された日の誠一郎の所在情報が何者かに警察に流される。一気に誠一郎へ疑いが向けられる中、日々重なる良心の呵責に耐えられず、誠一郎はどんどん追い込まれていく。
絵美子は姑・富美から、誠一郎と彩乃との関係は結婚前から周知の事だったと知らされる。また、孝介の遺品から、電話で聞いた「アヤノ」が「早野」の聞き間違いであり、孝介の同級生・早野雅夫が、佐島雅夫の旧姓だとわかる。
誠一郎が重圧に耐えられず警察に自首をする決心をしたある晩、同時に絵美子は、家庭の幸せを守るためにある決心を固める。

## キャスト
- 滝川絵美子 - 余貴美子
- 佐島雅夫（教師） - 村上弘明
- 杉本孝介（絵美子の弟）- 山中聡
- 滝川誠一郎（絵美子の夫） - 本田博太郎
- 滝川富美（誠一郎の母） - 岸田今日子
- 佐島彩乃（雅夫の妻・孝介の元婚約者） - 杉本彩
- 波多野守（刑事） - でんでん
- 柴田祐作（刑事） - 朝倉伸二
- 平沢東六（誠一郎の会社に出入りしている経理コンサルタント） - 甲本雅裕
- 平沢トミ子（平沢東六の妻） - 洞口依子
- 滝川由美（絵美子の子）- 中島玲奈
- 滝川慎吾（絵美子の子）- 小瀬理久真
- 小橋エリ（週刊誌記者）- 宮沢美保
- ニュースのアナウンサー - 龍田梨恵
- 松本享子、正木佐和、柿丸美智恵、林京介、奥田由美、黒木朋子、当麻りん、高畑雄亮、大塚太心、広保大介、小谷まり

## スタッフ
- 監督 - 中原俊
- 原作 - エドワード・アタイヤ『細い線』（The Thin Line）
- 脚本 - 西岡琢也
- 撮影 - 上野彰吾
- 美術 - 稲垣尚夫
- 演出応援 - 桑原昌英
- カースタント - カースタントTAKA
- ビジュアルエフェクト - 日本エフェクトセンター
- 技術協力 - 映広、日活
- プロデューサー - 岡部紳二（TX）、田中浩三（松竹）、升本由喜子（梟雄舎）、田辺昌一（梟雄舎）
- 企画・制作協力 - 梟雄舎
- 製作 - テレビ東京、BSジャパン、松竹